# 大奥十八景
『大奥十八景』（ おおおくじゅうはっけい ）は、1986年に製作された日本映画。鈴木則文監督。原作は南原幹雄の同名小説。

## 概要
徳川家綱の世継ぎを巡る、大奥の女たちの人間模様を描く。
「エロス・スペクタクル大作」と銘打ち、辻沢杏子が初主演で、初ヌードを披露した他、主演級女優のヌードや濡れ場シーンが全編に展開されており、「一般映画制限付」（現在のR15+指定相当）のレイティングとなっている。

## キャスト
- おすみ：辻沢杏子
- よしの：野村真美
- おなつ：伊織祐未
- おこと：渡辺良子
- おらん：森田水絵
- おふじ：八神康子
- おきく：美波千秋
- お振の方：斉藤絵里
- おきり：加藤由美
- おまつ：鈴川法子
- お里：椎名友美
- お園：桃山舞子
- お糸：小川麻由子
- お常：真鍋美保
- 吉田白円：有島淳平
- 了庵：森源太郎
- 円太：タンクロー
- 隆玄：徳田興人
- 滝岡：星野美恵子
- 菊川：富永佳代子
- お伽坊主A：三谷真理子
- お伽坊主B：奥谷寿美子
- お浜：春藤真澄
- お沢：白木万理
- 幕閣A：木谷邦臣
- 幕閣B：有川正治
- 近習：武井三二
- 弾弥十郎：笹木俊志
- 太刀丸：福本清三
- 力丸：司裕介
- 信子：首藤真砂保
- 徳川綱吉：宮内洋
- おみの：山本奈津子
- あやめ：浅見美那
- 若林久左ヱ門：織本順吉
- 酒井雅楽頭忠清：鈴木瑞穂
- 堀田備中守正俊：中野誠也
- 宮尾：三島ゆり子
- 矢島：絵沢萠子
- 姉小路：新藤恵美
- 隼の完次：ベンガル
- 中条源四郎：勝野洋
- 徳川家綱：あおい輝彦

## スタッフ
- 企画 - 佐藤雅夫
- プロデューサー - 厨子稔雄、豊島泉、横溝重雄
- 原作 - 南原幹雄『大奥十八景』（角川文庫）
- 脚本 - 志村正浩、鈴木則文
- 撮影 - 北坂清
- 照明 - 安藤清人
- 美術 - 小林勝美
- 編集 - 荒木健夫
- 整音 - 荒川輝彦
- 録音 - 芝氏章
- 記録 - 中野保子
- 監督 - 鈴木則文

## 製作
映画初主演の辻沢杏子は「脱ぐことに抵抗があったが、もう24歳だし、自分の中に区切りを付けたい。こんなチャンスはめったにない」と初ヌードにも挑んだ。濡れ場のシーンでは監督の鈴木則文が助監督と手本を見せ、これがとても上手く、相手役の勝野洋と「私たちよりムードがありますよ」と驚いたと話している。